# Gabriel Ochocki młodszy

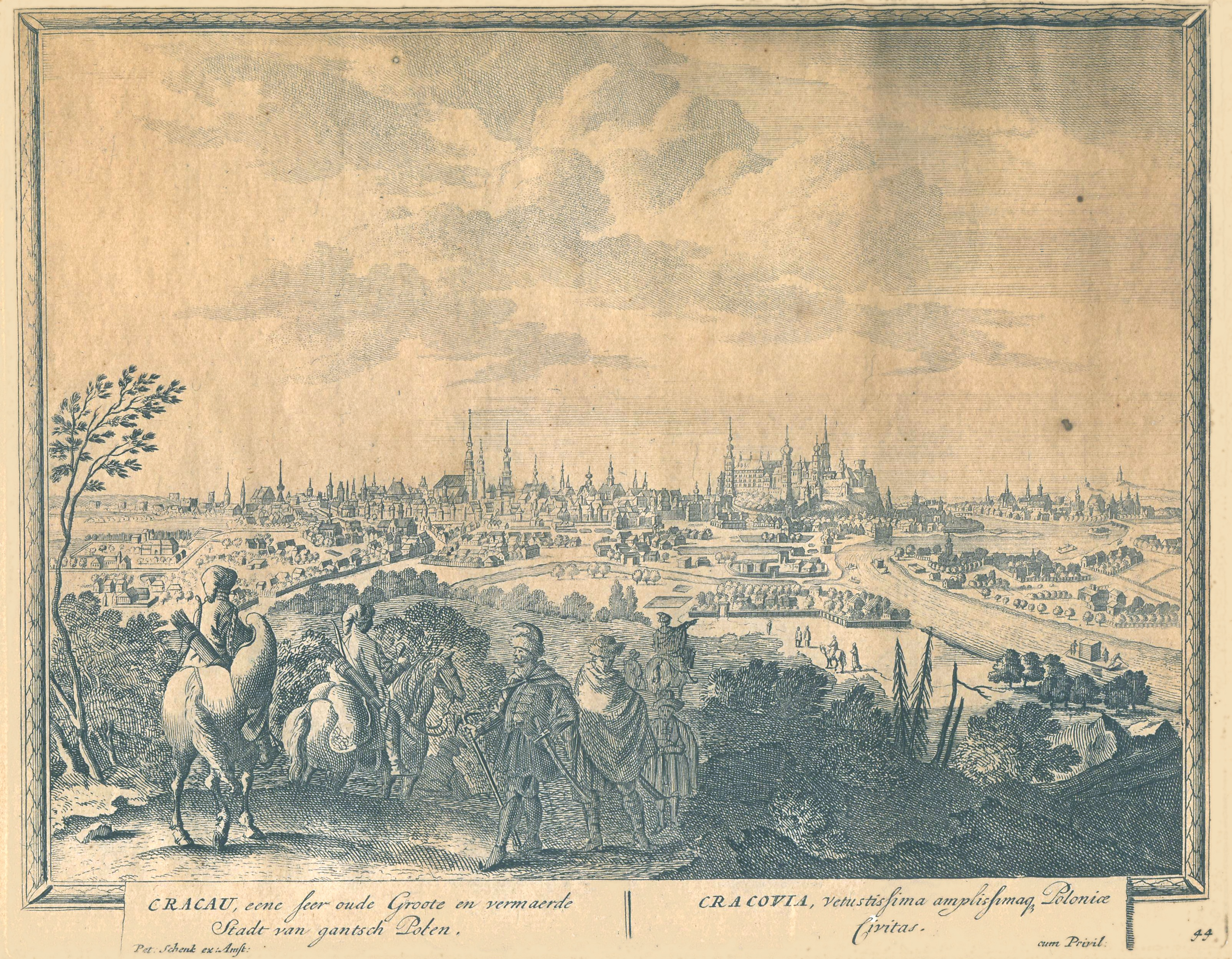
Panorama Krakowa - grafika z przełomu XVII i XVIII w.

Gabriel Ochocki herbu Ostoja (zm. 1682) – lekarz, profesor medycyny w Akademii Krakowskiej, rajca i burmistrz miasta Krakowa, właściciel dóbr ziemskich Strzelce.

## Życiorys
Gabriel Ochocki pochodził z osiadłej w Krakowie szlacheckiej rodziny pieczętującej się herbem Ostoja, wywodzącej się zapewne z Ochocic koło Kamieńska w dawnym województwie sieradzkim. O jego rodzinie wspomniał Kasper Niesiecki w Herbarzu Polskim. Był synem rektora Uniwersytetu, rajcy i burmistrza Krakowa Gabriela Ochockiego i Barbary z Bryknerów. Ożenił się z Anną, córką doktora praw i rajcy Stanisława Spinka. Miał trzech synów: Gabriela, Jana oraz Mikołaja.
Gabriel Ochocki studia rozpoczął prawdopodobnie ok. roku 1651. Stopień bakałarza uzyskał w 1659 roku a magistra sztuk wyzwolonych w 1661 roku. W latach 1661–1663 odbył, jako docent extraneus, przepisane biennium na Wydziale Filozoficznym, po czym jesienią 1663 roku udał się na do Padwy na studia lekarskie. Tam w dniu 5 IX 1664 roku uzyskał tytuł doktora medycyny. W latach 1663–1665 brał czynny udział w życiu kolonii studenckiej w Padwie jako asesor nacji polskiej. W roku 1668 objął po ojcu wykłady na Wydziale Lekarskim.
Do rady miejskiej Krakowa został powołany w roku 1674 przez wojewodę krakowskiego, księcia Aleksandra Lubomirskiego. Gabriel Ochocki zajął w niej miejsce po swoim zmarłym ojcu. Był rajcą ponad 8 lat. Trzykrotnie wchodził w skład rady urzędującej i pełnił funkcję burmistrza, w przypadającej na niego kolejności.
Gabriel Ochocki w roku 1675 kupił od Ludwika Dębińskiego wieś Strzelce koło Brzeska, zwiększając znacznie odziedziczony po ojcu majątek. Zmarł 22 lipca 1682 roku w Krakowie..